# Sverre Steen-prisen
Sverre Steen-prisen er en videnskabspris, der blev indstiftet i 1995 af Den norske historiske forening (HIFO) og J. W. Cappelens Forlag. Den bliver givet til en person eller gruppe som har udmærket sig med fremragende formidling af historie på højt faglig niveau i bogform eller andre medier. Prisen er opkaldt efter historikeren Sverre Steen.

## Modtagere
- 1995 – Ole Kristian Grimnes og Kåre D. Tønnesson for Spor i tid – historieverk for videregående skole (Aschehoug, 1995)
- 1997 – Øystein Rian for Aschehougs Norgeshistorie, bind V – perioden 1520-1660
- 1998 – Finn Erhard Johannessen og Lars Thue Alltid underveis. Postverkets historie gjennom 350 år 2 bind (Posten/Elanders Forlag, 1996-1997)
- 1999 – Det populærvidenskabelige magasin Historie
- 2000 – Ida Blom og Sølvi Sogner Med kjønnsperspektiv på norsk historie (CAF, 1999)
- 2001 – Karsten Alnæs Historien om Norge (Gyldendal, 1996-2003)
- 2002 – Dag Skogheim Sanatorieliv (Tiden, 2001)
- 2003 – Knut Mykland For hele hans forfatterskab og faglige virksomhed
- 2004 – Knut Kjeldstadli For hele hans forfatterskab og faglige virksomhed[2]
- 2005 – Francis Sejersted
- 2006 – Elisabeth Aasen[3]
- 2007 – Hans Fredrik Dahl for hans bidrag til mediehistorie, Quisling-biografien og idéhistorien for mellemkrigstiden[4]
- 2008 – Knut Helle for "et fremragende eksempel på at faglig tyngde lader sig kombinere med levende formidling"[5]
- 2009 – Guri Hjeltnes for hendes formidling af norsk besættelseshistorie og Norges deltagelse under 2. verdenskrig[6]
- 2010 – Olav Njølstad hans biografi Jens Chr. Hauge – fullt og helt.[7]
- 2011 – Gudleiv Forr for sin samlede formidlingsvirksomhed.
- 2012 – Bjørn Bandlien for "biografi om Olav Kyrre og for sin ypperlige, uafsluttede artikelserie i Klassekampens spalte ”Kringla Heimsins”, som også resulterede i bogudgivelsen Sagaspor"[8]
- 2013 – Hilde Henriksen Waage for gennem "grundig kildegranskning kastet nyt lys over norsk mellemøstpolitik og Norges rolle i internationale forhandlinger, ikke mindst gennem bogen Norge – Israels beste venn"[9]
- 2014 – Norsk Teknisk Museum og NRK P2s programserie Museum – et program om norsk historie[10]
- 2015 – Einhart Lorenz og Håkon Harket[11]
- 2016 – May-Brith Ohman Nielsen[12]
- 2017 – Einar Niemi[13]
- 2018 – Ragnhild Hutchison[14]